# Centro Financiero Confinanzas
El Centro Financiero Confinanzas, también conocido como la Torre de David, es un rascacielos sin terminar ubicado en Caracas, Venezuela. La construcción empezó en 1990, pero se detuvo en 1994 debido a la crisis bancaria de ese año. 

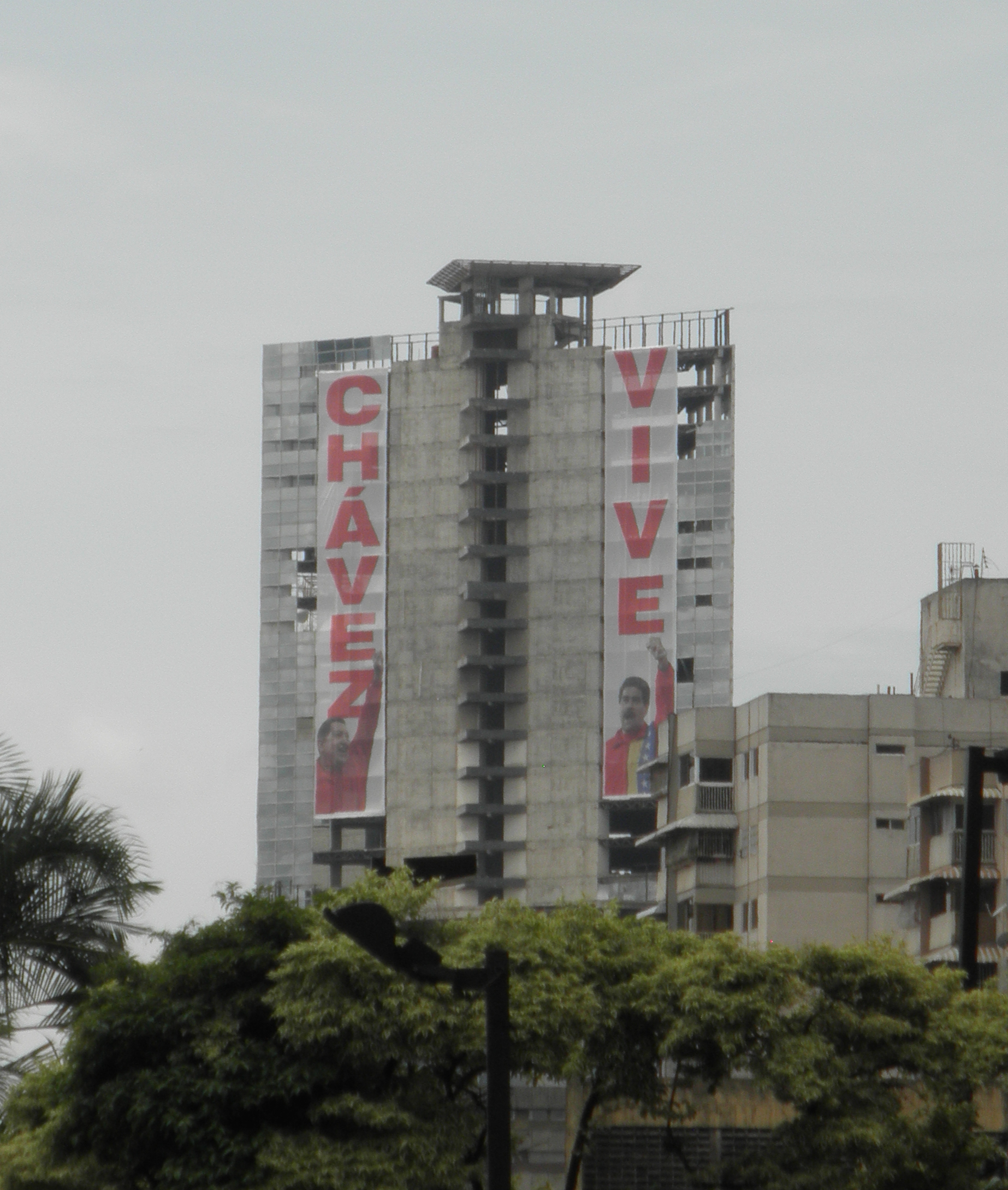
Vista del edificio (A), 2014

Al momento de su abandono, el Centro Financiero Confinanzas era el octavo rascacielos más alto de América Latina. Tiene 45 pisos y 191,30 m de altura en una superficie de construcción de 121.741,00 m². Para julio de 2014 se encontraba en estado completo de abandono y su interior estuvo invadido por familias en condiciones precarias. Las últimas familias que lo habitaron fueron trasladadas a viviendas nuevas el día 28 de mayo de 2015. En 2018, se reportó que la torre sufrió daños durante el terremoto en Venezuela el 21 de agosto, donde desde el oeste hacia el este, vista detrás de la Torre Mercantil, pareciera inclinarse los últimos 5 pisos de la estructura, aunque el director nacional de PC Civil expuso que el edificio no cuenta “con una carga estructural de relevancia” lo que la hace más ligera y “susceptible” al movimiento, por lo que no tiene riesgo de caída y que es normal que en dado caso de sismos fuertes, se mueva un poco.

## Historia
En 1990, el banquero y empresario Jorge David Brillembourg Ortega, Presidente del Grupo Financiero Confinanzas, decidió construir este complejo en pleno centro de Caracas. Se convertiría en uno de los complejos más sobresalientes de la capital venezolana y su Torre A sería la tercera edificación más alta del país (190 m) solo superado por las Torres de Parque Central (225 m) ubicadas también en Caracas. Brillembourg amasó una gran fortuna gracias al boom del mercado de bolsas en Caracas en la década de los años 1980. Junto a otros banqueros invirtió gran parte de su capital en este proyecto urbano, que supondría la transformación de esta zona de la capital en un pequeño Wall Street venezolano.
Brillembourg fue conocido entonces como «el Rey David» de las finanzas venezolanas y más tarde su obra se conocería como la «Torre de David», en referencia al banquero. Pero este falleció en 1993 y en 1994, el Grupo Confinanzas es gerenciado más tarde por uno de sus hijos, quien no pudo con la crisis bancaria de 1994 lo que hizo que la organización financiera quebrara. Ese mismo año, el proyecto fue paralizado y sus obras quedaron inconclusas.

### Construcción y la crisis bancaria
Su construcción comenzó en 1990 impulsada por Jorge David Brillembourg para albergar la sede del Banco Metropolitano y el Grupo Financiero Confinanzas. Las firmas Enrique Gómez Arquitectos Asociados y Brewer Ingenieros S.C. ejecutaban la construcción del centro financiero Confinanzas junto con Jorge Landi, uno de los arquitectos involucrados en la obra. Sin embargo, la obra se paralizó luego de la intervención del banco por parte del Estado tras la Crisis Bancaria de 1994. El conjunto financiero fue cedido a la organización estatal FOGADE y actualmente está titulado a nombre de CORPOLAGO, C. A., empresa relacionada del Banco Metropolitano.
El complejo está formado por 6 edificaciones, Atrio Comercial (grupo de presión y salas de reuniones), la Torre A de 171,30 metros de altura que incluye un helipuerto, Torre B (apartotel), Edificio K y el edificio de estacionamiento de tipo hummy (rampa) con catorce niveles. En su planificación se preveía un desarrollo urbano compuesto por una torre rascacielos de 171,30 m, oficinas, apartotel y comercios; pero posteriormente el proyecto fue transformado para albergar un hotel, comercios y la sede de Confinanzas, en una superficie de 12 hectáreas.
El Centro Financiero Confinanzas fue concluido en un 70%, a excepción de la Torre A que logró concluirse antes de la intervención del Banco Metropolitano.

### Residencia por ocupantes ilegales

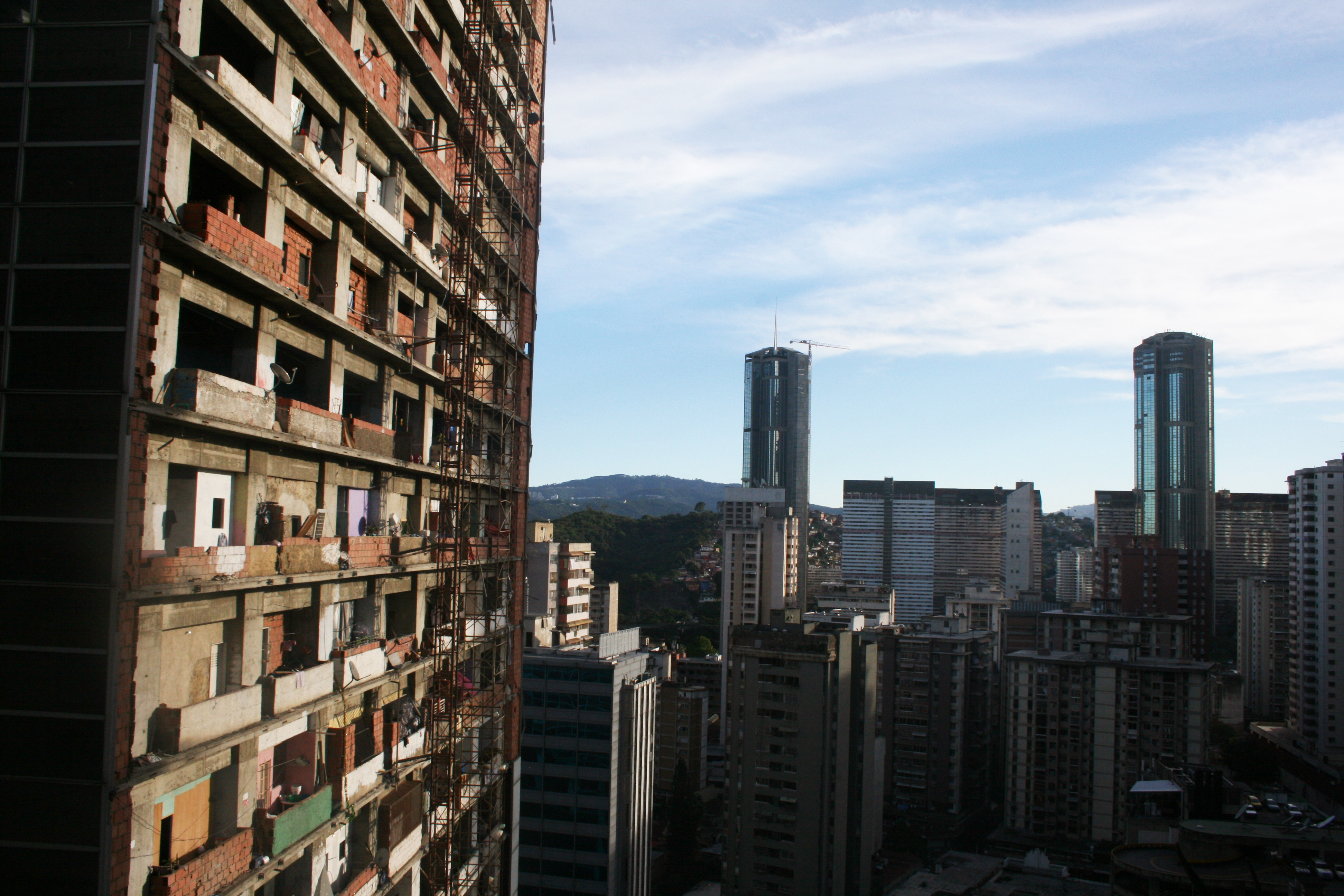
Exterior del Centro Financiero Confinanzas, con vista a las ocupaciones ilegales.

En 2001, FOGADE presentó la subasta de la Torre a partir de 60 millones de dólares, pero no llamó la atención de privados ni tampoco de varios entes del Estado. La torre abandonada empezó a ser saqueada; le arrebataron buena parte de los vidrios para obtener el marco metálico de aluminio que podía ser vendido y reciclado.[cita requerida] Los vecinos de la zona comenzaron a sufrir los problemas que generaba la olvidada construcción.[cita requerida]
La enorme escasez de viviendas en Venezuela y las políticas de expropiación de edificios en toda Caracas llevaron a la ocupación de la estructura por invasores ilegales en octubre de 2007. Durante los años que lleva invadida la estructura, los residentes se organizaron pudiendo obtener algunos servicios básicos, como el agua que llegaba hasta el piso 22. Ante la ausencia de ascensores, para llegar a los primeros 10 pisos se utilizaban motocicletas, pero debían usar las escaleras para los niveles restantes. Entre los locales que existían dentro de la estructura existían locales ocupados por bodegas, barberías, dentistas y guarderías. Algunos residentes incluso estacionaban sus automóviles en el interior del edificio. Para junio de 2014 unas 1.156 familias vivían en el lugar. Este edificio fue la estructura ocupada por familias ilegales (o sin techo) más alta del mundo.

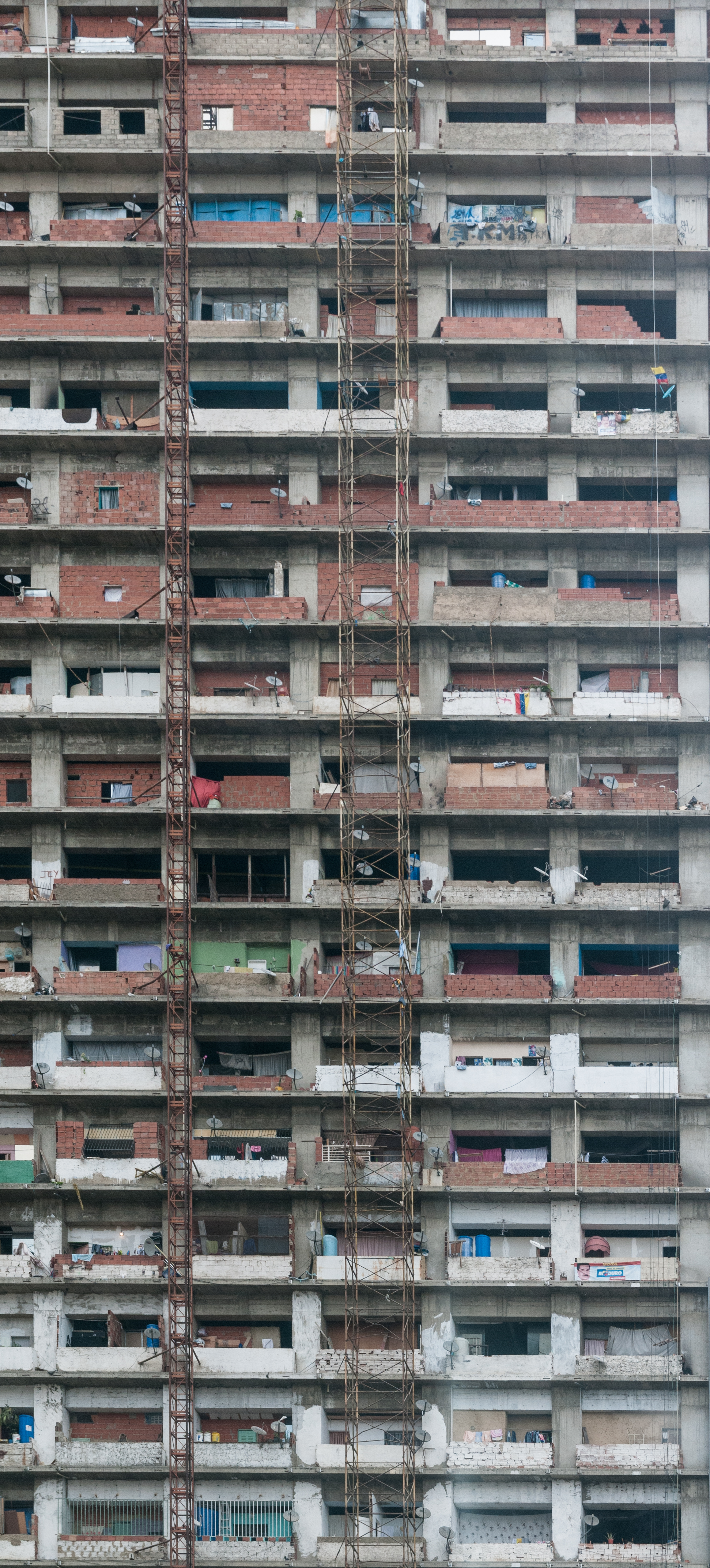

### Desocupación
El 21 de julio de 2014, el gobierno venezolano comenzó la denominada Operación Zamora, que consistió en el traslado consensuado de las familias ocupantes, en autobuses facilitados por la Compañía Metro de Caracas, a Ciudad Zamora, en Cúa, estado Miranda, como parte de la Gran Misión Vivienda Venezuela.
En el mes de abril de 2015, fue completado el traslado del 72% de las familias que habitaban en la torre, quedando entonces 300 familias y siendo clausurados los pisos superiores al 15. Finalmente, la Operación Zamora concluyó el 27 de mayo del 2015 lo cual fue anunciado por el periodista Ernesto Villegas, hasta entonces Jefe de Gobierno del Distrito Capital y encargado de coordinar dicha operación, hasta su conclusión.

### Planes
El diario Tal Cual el día 8 de julio de 2014, afirmó que los bancos chinos estarían interesados en la compra de la Torre y su renovación para su uso original. El 23 de julio de 2014, el presidente venezolano Nicolás Maduro anunció que el gobierno aún no había decidido qué hacer con la estructura, pero estaba considerando al menos tres opciones como la demolición, la conversión en un centro financiero y la construcción de apartamentos y que se iniciaría un debate al respecto.
El 20 de abril de 2015, el jefe de Gobierno de Distrito Capital, Ernesto Villegas, indicó que en esa infraestructura se instalarán efectivos de la Guardia Nacional Bolivariana, del cuerpo de Bomberos del Distrito Capital y funcionarios de la Dirección de Protección Civil para atender a la ciudadanía. El día 28 de mayo de 2015, el presidente Nicolás Maduro, al concluir el traslado de los últimos habitantes de la Torre Confinanzas, anunció que los espacios también serían acondicionados para la instalación de un centro cultural.

## En la cultura popular
- "Torre de David", tercer episodio de la tercera temporada de la serie de televisión estadounidense Homeland, se ambientó en la Torre (pero fue filmada en Puerto Rico). El episodio salió al aire en Estados Unidos a través de Showtime el 13 de octubre de 2013.[22]